# Скользящие поводья
Скользящие поводья (шлейфцигели от нем. Schleifen — «скользить» и Ziigel — «повод») — вспомогательное средство для выездки молодой лошади; дополнительный повод, пропущенный через кольца, которые соединены короткими ремешками с кольцами трензеля, и пристёгнутый концами к подпруге или передней части седла.
Скользящие поводья состоят из двух ремней длиной около 2,75 м. С одной стороны концы ремней прикрепляются на высоте колена всадника к подпруге. Отсюда они с внутренней стороны проходят через кольца трензеля ниже его и заканчиваются в руке всадника; правый повод проходит через правое кольцо трензеля в правую руку всадника, а левый повод — в левую. Внутренние стороны обоих ремней первой половины должны быть обращены к лошади, чтобы гладкие стороны скользили в кольцах трензеля без особого трения.